# 龍井三・一三運動
龍井三・一三運動（りゅうせいさんいちさんうんどう、簡体字：龙井3·13运动、朝鮮語：룡정3·13운동または용정3.13운동）は1919年3月13日、三・一運動の影響を受け、多くの朝鮮人が暮らす龍井村（現・延辺朝鮮族自治州竜井市）で起こった朝鮮独立運動のデモ集会である。龍井事件とも呼ばれた。韓国では、「三·一三反日示威運動」のほか、「龍井万歳運動」「間島三・一運動」などとも呼ばれている。

## 概要
参加者は2万～3万人ともいわれる。日本陸軍省の当時の報告では6000名としている。
集会代表をつとめた牧師の金永学（김영학）が「独立宣言布告文」を朗読。集会の結束後、明東学校と正東学校の学生らを先頭に、太極旗を打ち振り、「朝鮮独立万歳」「大韓独立」「正義人道」の標語を掲げ、間島日本総領事館へ向かってデモ行進した。　
発表された「独立宣言布告文」には金躍淵ら現地指導者17人（金躍淵 金迺範 具春光 金承文 朴道客 馬晋 裵享提 李夏永 姜丸禹 車義範 南仁相 池炳学 南世極 崔昌錫 申明德 金海鋑 方雨龍）の氏名が記されている。
軍閥の孟富徳（延吉駐軍団長）が130名余りの部隊を率いて鎮圧にあたり、デモ隊に向かって発砲。明東学校中学部の学生を含む19人（17人と紹介している記事もある）が死亡、48人が負傷、94人が逮捕された。
延辺人民出版社『朝鮮族簡史』では、「十三人が即死し、三十人の負傷者が出た（やがて六人が死亡）」としている。
3月17日、3000名余りが東山済昌医院で追悼式を開き、合成利合同墓地（합성리공동묘지）に犠牲者を埋葬、義士陵（14人の遺体を埋葬、他5人は遺族が別の場所に埋葬。13人を埋葬と説明しているものもある）を築く。
現地に建つ碑文には「殉難義士名単」として次の17人の名前が刻まれている。
朴尚進、鄭時益、孔徳洽、金泰均、金承禄、玄鳳律、李均弼、朴文浩、金興植、張学観、崔益善、玄尚魯、李裕周、車正龍、金鍾黙、蔡昌憲、金炳栄。
三・一運動と三・一三運動の影響を受け、3月13日から4月末までに延辺各地で74回にわたる独立運動やデモが繰り広げられ、参加人数は8万6670人に達した。

### 日本官憲の関与について
孟富徳の部隊による弾圧と発砲は、日本当局の強要と圧力によると、間島では事件当時から流布された。
現在も延辺では「日帝は何の武器も持たないデモの群衆を銃弾で鎮圧し、龍井の街は血に染まった」（李光平・ 三・一三運動記念事業会会長）、「日本の警察と地方軍隊が武装して血なまぐさい虐殺をひき起こした」（現地の碑文）など、弾圧を主謀したのは日本と強調している。
延辺における「正史」といえる延辺人民出版社『朝鮮族簡史』では、次のように記述している。
三・一三反日義士陵の入口に、2014年7月15日建立された石碑では、次のように紹介している。
韓国学中央研究院が運営する韓国民族文化大百科事典の「間島三一運動」の項目では、次のように記述している。
韓国学中央研究院が運営する韓国民族文化大百科事典の「三·一三反日示威運動」の項目では、次のように記述している。
一方、当時の日本陸軍省の報告では、「支那軍隊の発砲したるは日本領事の請求に依るものなりとの謡言を放ち盛んに人心を煽動する者あり」と、関与を否定している。
なお、文中にある「琿春事件」は、1920年の有名な琿春事件ではなく、1917 年9 月の守備隊派遣を指している。
「間島方面韓族独立運動に関する経過の概要」では、発砲に至るまでの経緯を、次のように説明している。

## 記念作業
「独立万歳」を叫び犠牲となったことから、義士陵は地元で万歳陵墓と呼ばれた。
義士陵のある合成利合同墓地はキリスト教徒の合同墓地だった。在間島日本総領事館の要員が墓参に訪れる人間を監視したことや、関東軍により満洲全土が占領され、満洲国が建国されたことなどから、龍井三・一三運動や義士陵も次第に人々の記憶から忘れられた。
また、中華人民共和国建国後の延辺では、反右派闘争や大躍進運動など次第に政治社会運動が激化、朝鮮族の文化や歴史、言語を強調した指導者や知識人が「地方民族主義者」「反動分子」「毒草」として長く迫害されたこともあり、間島における朝鮮独立運動の象徴的出来事ともいえる同事件が再評価されれることもなく、次第に荒廃、正確な場所がわからなくなっていた。
だが、1980年代に改革開放政策が進み、韓国との交流が盛んになる中で再び注目され、「龍井市重点文物保護単位」にも指定、延辺州政府は2001年、「三・一三運動」を抗日運動と公式に認定した。現在は毎年記念式典を開催、犠牲者を悼んでいる。
- 1989年3月3日 - 韓国・東亜日報文化部部長の林然喆が龍井を訪問、三・一三運動に関する座談会を開く。
- 1989年10月 - 韓国・仁荷大学校の尹炳奭教授が龍井を訪問、龍井対外経済文化交流会会長の崔根甲（1926年生まれ）と義士陵の整備について協議する。崔根甲が合同調査団を編成。事件を記憶している32名の生存者を訪問し、生存者ともに5回にわたって現地を調査する[1]
- 1990年4月10日 - 龍井市文物管理局や延辺博物館、龍井民族博物館の職員、延辺大学歴史学科の教師が合成利合同墓地を訪れ、デモの生存者や墓地附近の住民たちの証言をもとに義士陵を探し出す。また、崔根甲を会長とする「龍井三・一三受難義士追念準備委員会」を創立する。[1]

- 1990年5月18日　龍井三・一三受難義士追念準備委員会が墓地を修復する[1]
- 1990年5月19日 - 龍井市が「三・一三義士陵修復および殉難義士追悼大会」を開催し、「三・一三反日義士陵」と木に刻み建立。また「龍井三・一三反日義士陵専集」を出版する。
- 1990年7月10日　「龍井三・一三受難義士追念準備委員会」は「龍井三・一三反日義士陵修繕委員会」に名称を変更する。[1]
- 1994年4月 - 韓国・京畿道にある福祉会の援助で高さ2メートルの石碑を建立。
- 1994年5月4日 - 龍井市が「三・一三反日義士陵」を「龍井市重点文物保護単位」に指定する。
- 1994年7月　龍井三・一三反日義士陵修繕委員会は、1920年10月に発生した獐岩洞虐殺事件の追悼碑「獐岩洞惨案遺蹟地」を建立する[1]
- 1995年4月7日　「龍井三・一三反日義士陵修繕委員会」は、瑞甸書塾、龍井三・一三運動の現場となった瑞甸大野、明東学校に記念碑を建立[1]
- 1996年4月 - 韓国各界からの援助を受け義士陵を修復。
- 1998年12月10日　「龍井三・一三反日義士陵修繕委員会」は「三・一三記念事業会」に名称変更する[1]
- 1999年3月、三・一三記念事業会と延辺歴史学会、延辺海外問題研究所は「龍井3.13反日運動80周年紀念文集」（延辺人民出版社）を出版[1]
- 1999年7月　三・一三記念事業会は、1995年4月に建立した「瑞甸書塾遺蹟地」記念碑を別のものに入れ替える[1]
- 1997年7月25日　　三・一三記念事業会は、東良於口に「15万円奪取義挙遺地」記念碑を建立する[1]
- 2001年 - 延辺州政府は「三・一三事件」を抗日運動と初めて公式に認定する。
- 2000年5月　三・一三記念事業会は「5·30 暴動紀念碑」を建立する[1]
- 2002年2月22日　「三・一三記念事業会」は「社団法人三・一三記念作業研究会」に名称を変更する[1]
- 2002年3月13日 - 「三・一三抗日独立運動83周年記念式」が龍井で開かれる。式典は初めて延辺州政府の主管で行われ、龍井市の高位関係者と三・一三運動記念事業会の崔根甲会長、地元の学校校長、学生など300人余りが参加した。義士陵に移動し献花、追悼辞を朗読。
- 2002年5月　三・一三記念事業会は、1999年7月に建立した「瑞甸大野遺蹟地」記念碑を、「瑞甸大野」と刻んだ高さ２メートルの自然石に交換する[1]
- 2003年4月～7月 - 義士陵を再度修復。周囲の土地1300平方メートルを購入し、周囲の墓を他の場所に移転、周囲に松を植える[1]
- 2004年3月13日 - 「龍井三・一三反日運動85周年記念大会」が龍井で開かれ300名余りが参加。
- 2003年4月14日「社団法人三・一三記念作業研究会」は「三・一三記念事業会」に名称を変更する[1]
- 2006年12月　龍井三・一三記念事業会と延辺歴史学会は、「瑞甸書塾開塾100周年記念文集」（延辺人民出版社）を出版する[1]
- 2007年3月13日 - 「龍井三・一三反日運動88周年記念式」を龍井で開催。 三・一三運動記念事業会の崔根甲会長、学校関係者ら500人余りが出席。義士陵を参拝し、追悼祭、座談会を開催。
- 2007年5月～11月　義士陵に芝生を植え、周囲に鉄条網を設置する[1]
- 2009年10月　三・一三記念事業会は、2002年5月に建立した「瑞甸大野」を撤去。かわりに「三・一三反日集会遺地」と刻んだ記念碑を建てる[1]
- 2014年3月13日、「龍井三・一三反日運動95周年記念式」が龍井で開かれる。龍井市老人大学、海蘭江合唱団、延辺歴史研究会、龍井市政府などから150名余りが参加した。李光平・ 三・一三運動記念事業会会長は、「95年前、野蛮な日帝侵略者たちの弾圧に憤慨した延辺の3万名余りは、日帝侵略者を糾弾し、朝鮮民族の独立に声援を送る集会とデモを行ったが、日帝は何の武器も持たないデモの群衆を銃弾で鎮圧し、龍井の街は血に染まった」、「いま、日本の右翼勢力が中国を侵略した歴史を否定し、軍国主義を復活しようと暴れており、日本帝国主義の侵略野心を打ち砕こう」と挨拶。[6]
- 2015年3月13日、「龍井三・一三反日運動96周年記念式」が龍井で開かれ、駐瀋陽韓国領事館の関係者ら300人余が参列。三・一三運動当時歌われた抗日歌曲が披露された。[3]
- 2017年3月13日、「龍井三・一三反日運動記念大会」が龍井で開かれる。[9]
- 2019年2月4日・5日、韓国・基督教放送（CBS）は、龍井三・一三運動で大きな役割を果たした延辺のキリスト教徒に照明を当てたドキュメンタリー「北間島の十字架」を放送。[10]
- 2019年2月25日、韓国・ソウル九老区の九老統合支援センターで、講演会「延辺龍井3.13運動」が開催される。李光平・ 三・一三運動記念事業会会長と韓国外国語大の名誉教授が講師として登壇、三・一三運動について紹介。[11]
- 2019年2月27日、韓国・国会図書館で 三・一運動の100周年記念セミナー 「三・一精神をつなぐー延辺三・一三と沿海州三・一七運動もともに記憶しよう」が開催される。東北亜平和連帯、中国同胞ハンマウム（一心）協会、三・一三運動100周年在韓中国同胞記念作業会が共催。「三・一運動は全世界の朝鮮人ネットワークが力量を結集した最初の事例であり、同胞社会が朝鮮民族のアイデンティティを形成、発展させる大きな役割を果たした」などの意見が発表された。[12]
- 2019年3月9日、ソウル・汝矣島のKBSホールで「中国龍井三・一三反日運動100周年記念ならび三・八世界女性の日記念祝祭」が開かれ、1600人余が参加。龍井三・一三記念作業会、中国延辺朝鮮族企業家協会、中国同胞連合中央会、全国帰韓同胞総連合会などが主催、100人規模の合唱団による三・一三運動当時歌われた抗日歌曲の合唱や、多彩な舞踊が披露された。中国延辺朝鮮族企業家協会と中国延辺朝鮮族女性企業家協会が代表団を派遣。主催者は、「記念式を通じて、朝鮮族同胞が三・一運動をただ見守っていただけでなく、積極的に参加、犠牲に耐えながら中国内における反日運動の出発点となったことを広く知ってもらう契機となれば」と開催趣旨を語った。[13][14][15]
- 2019年3月13日、延辺韓国国際学校（延吉市）の保護者会（学父母総会）で三・一三運動に関する説明会が開かれ、100人余が参加。学校関係者は、「延辺が100年余前、わが民族の独立運動の中心地だったという自負心を持ってもらい、韓国人としてのアイデンティティを自覚できるよう、昨年は保護者を対象とした独立運動遺跡地の踏査を実施し、今年は三・一三万歳運動の歴史的な意義を説明する時間をつくった」と語った。[16]
- 2019年3月13日、「三・一三反日運動100周年記念式」が龍井で開かれ、各界から200人余が参加。その後、「三・一三反日運動100周年座談会」が開かれ、吉林省や延辺朝鮮族州、龍井市の専門家6人が、「100年前の今日、日本帝国主義の侵略と圧迫に直面した延辺の多くの人々が、反日デモを行い、日本侵略者の鼻息をそぎ、延辺地区の各民族の反日闘志を鼓舞した」などと発言。[17]

## 三・一三反日義士陵

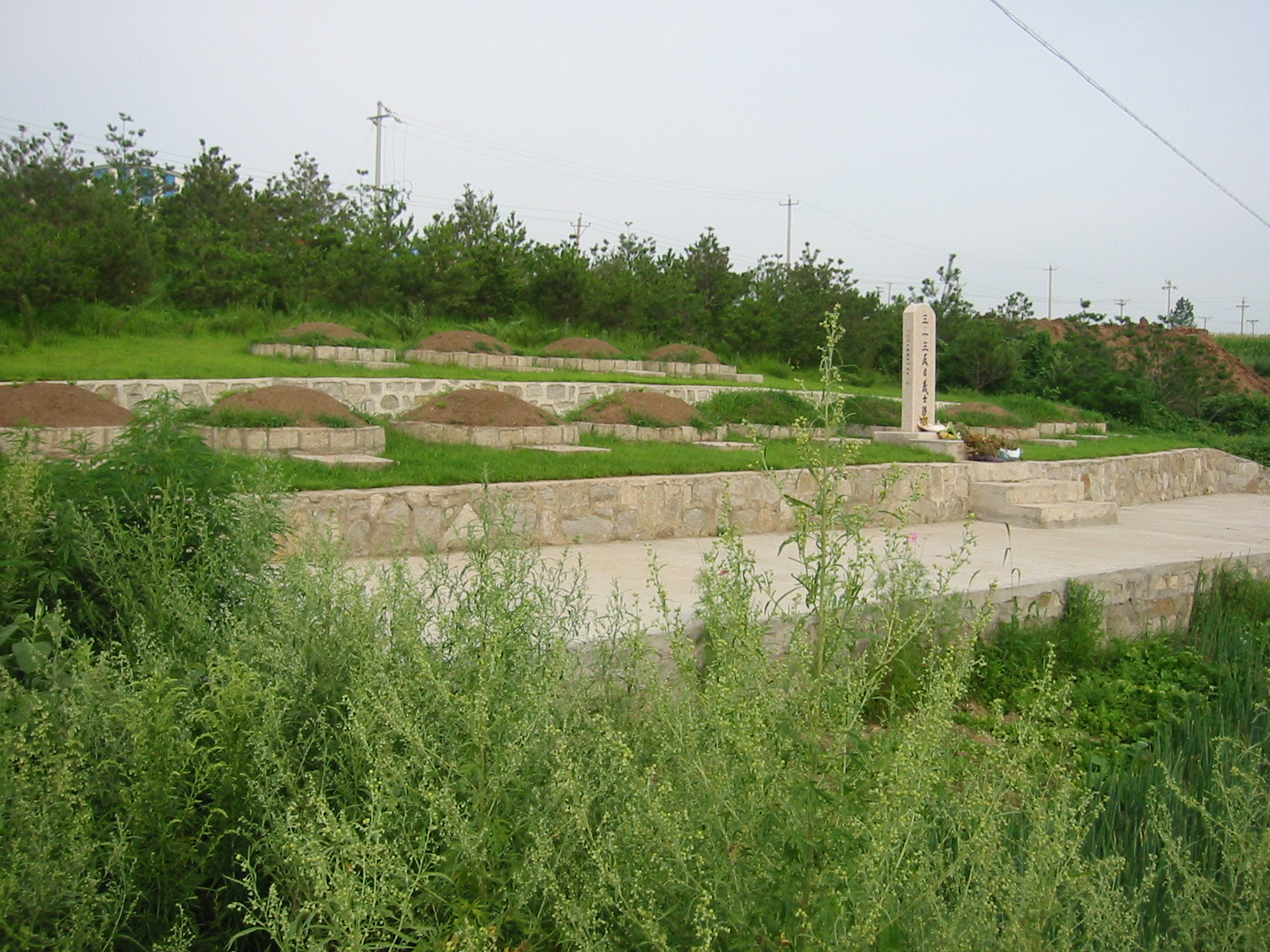
三・一三義士陵
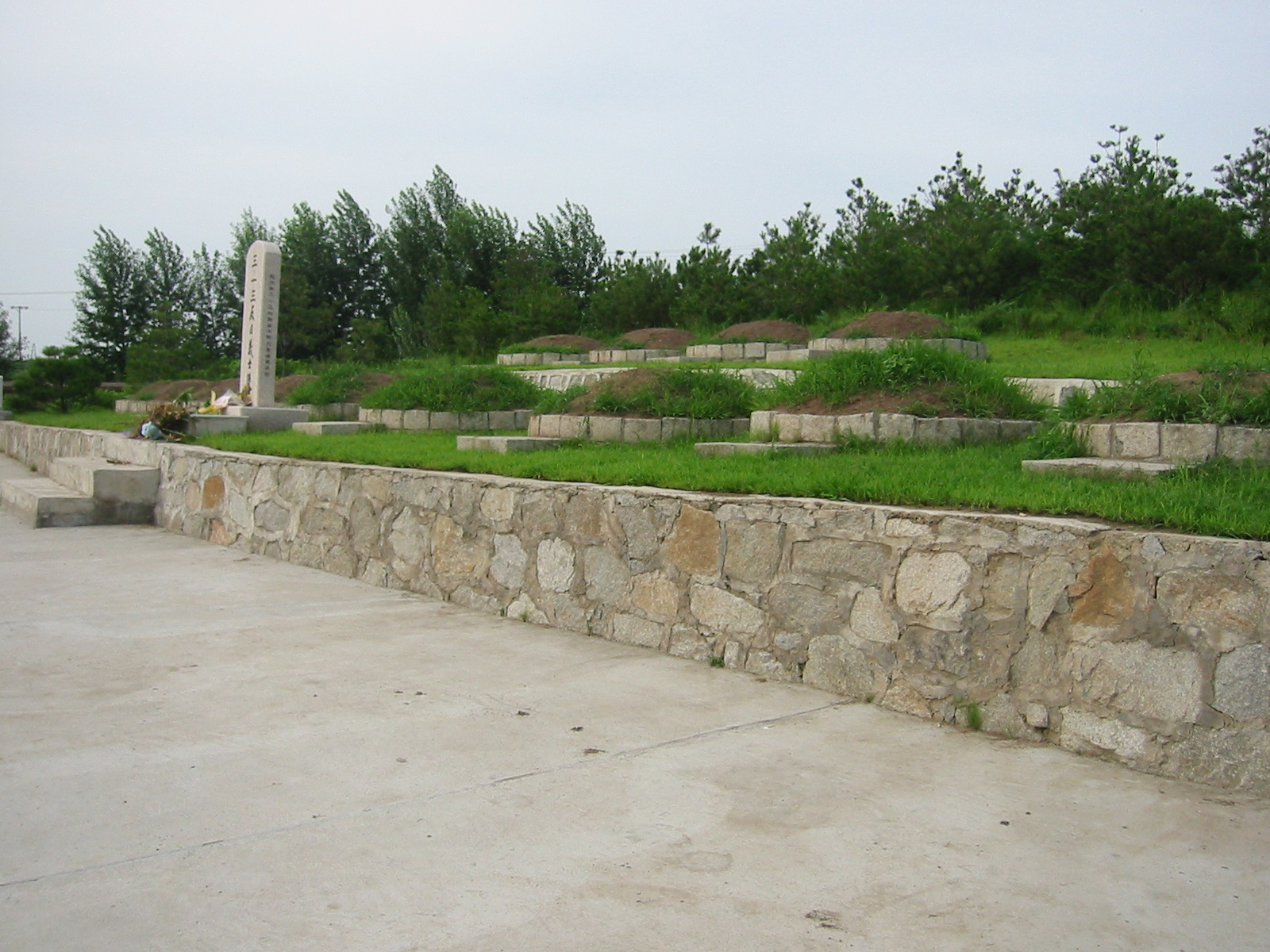
三・一三義士陵
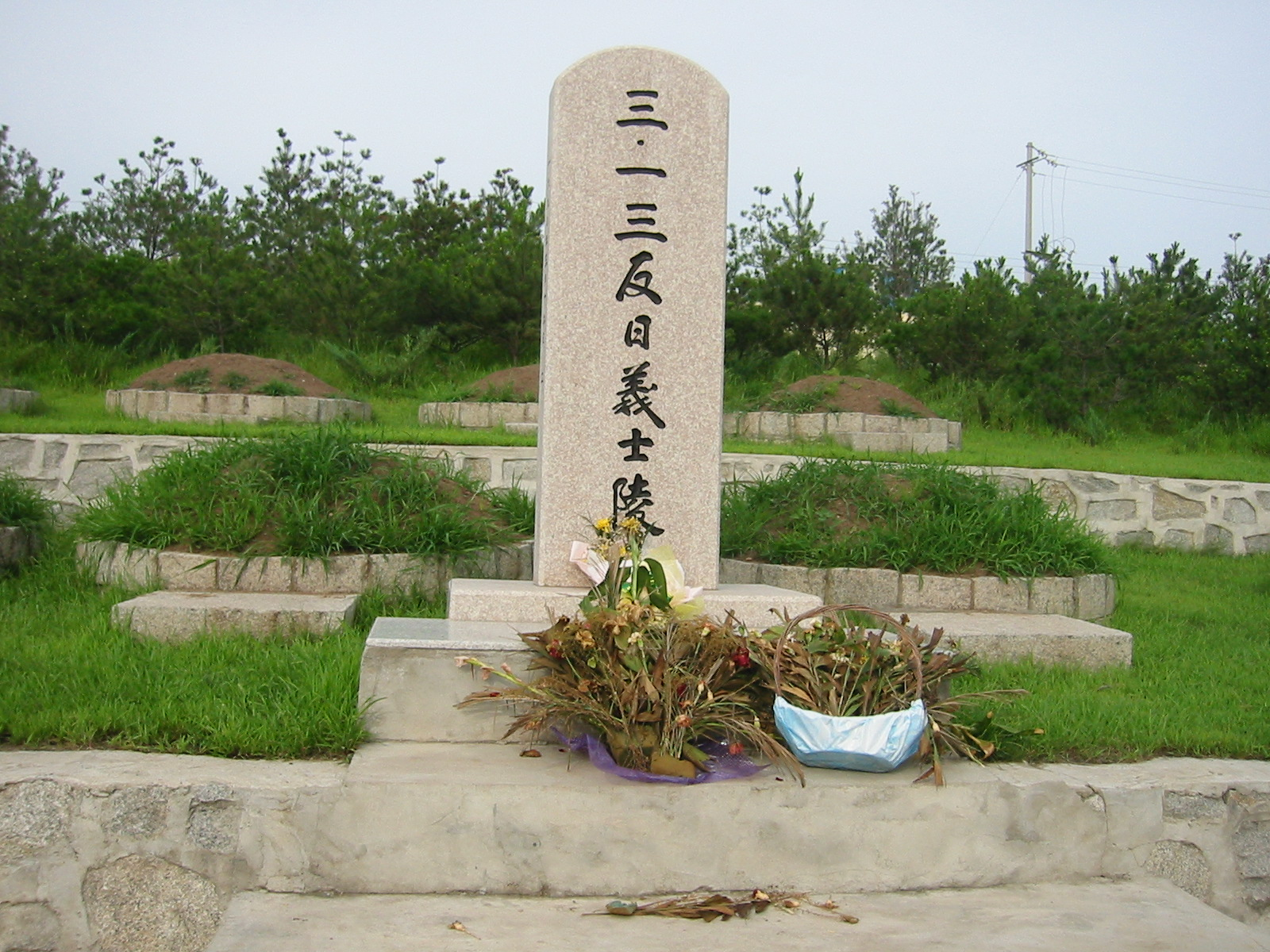
三・一三義士陵
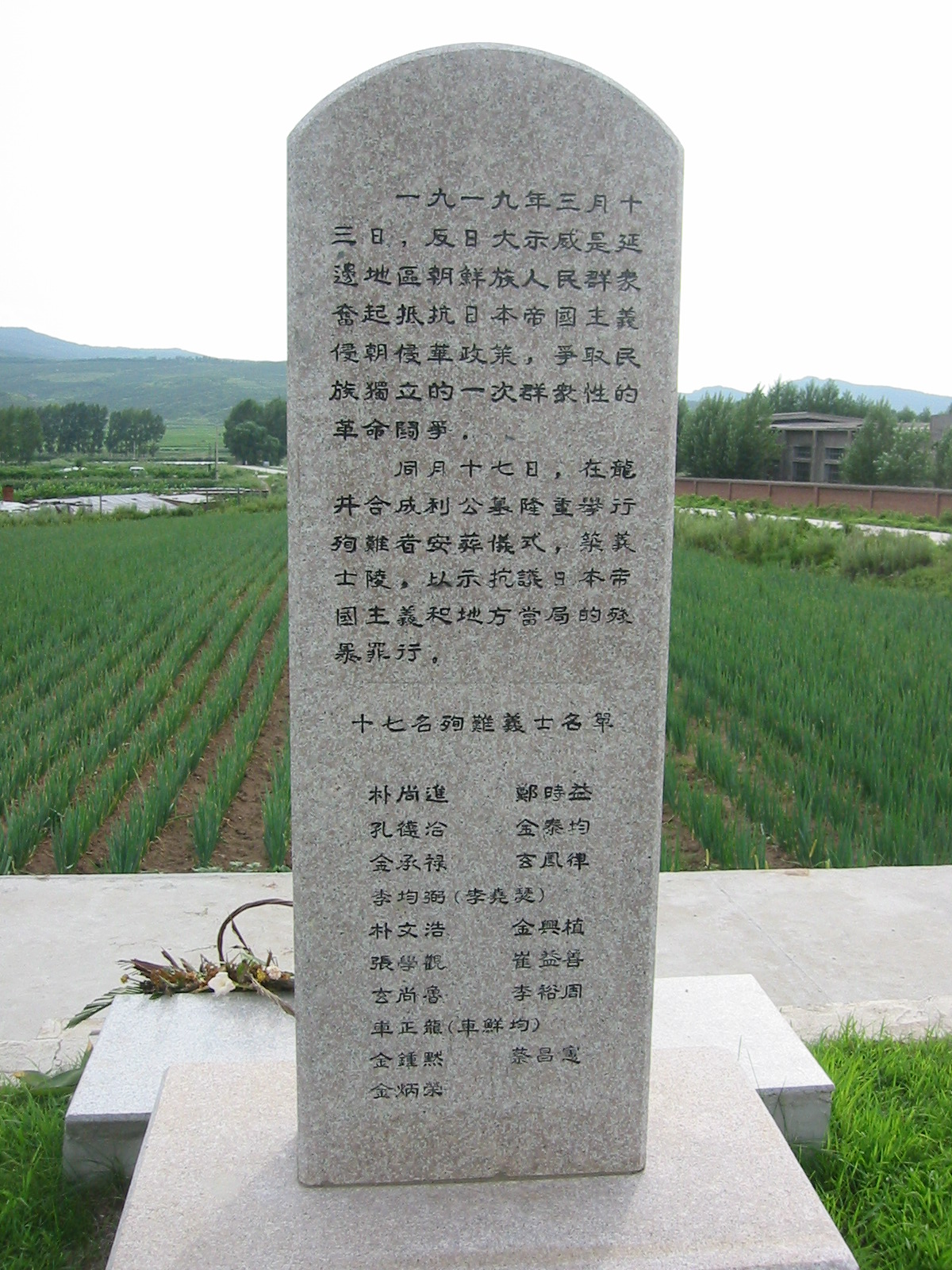
三・一三義士陵
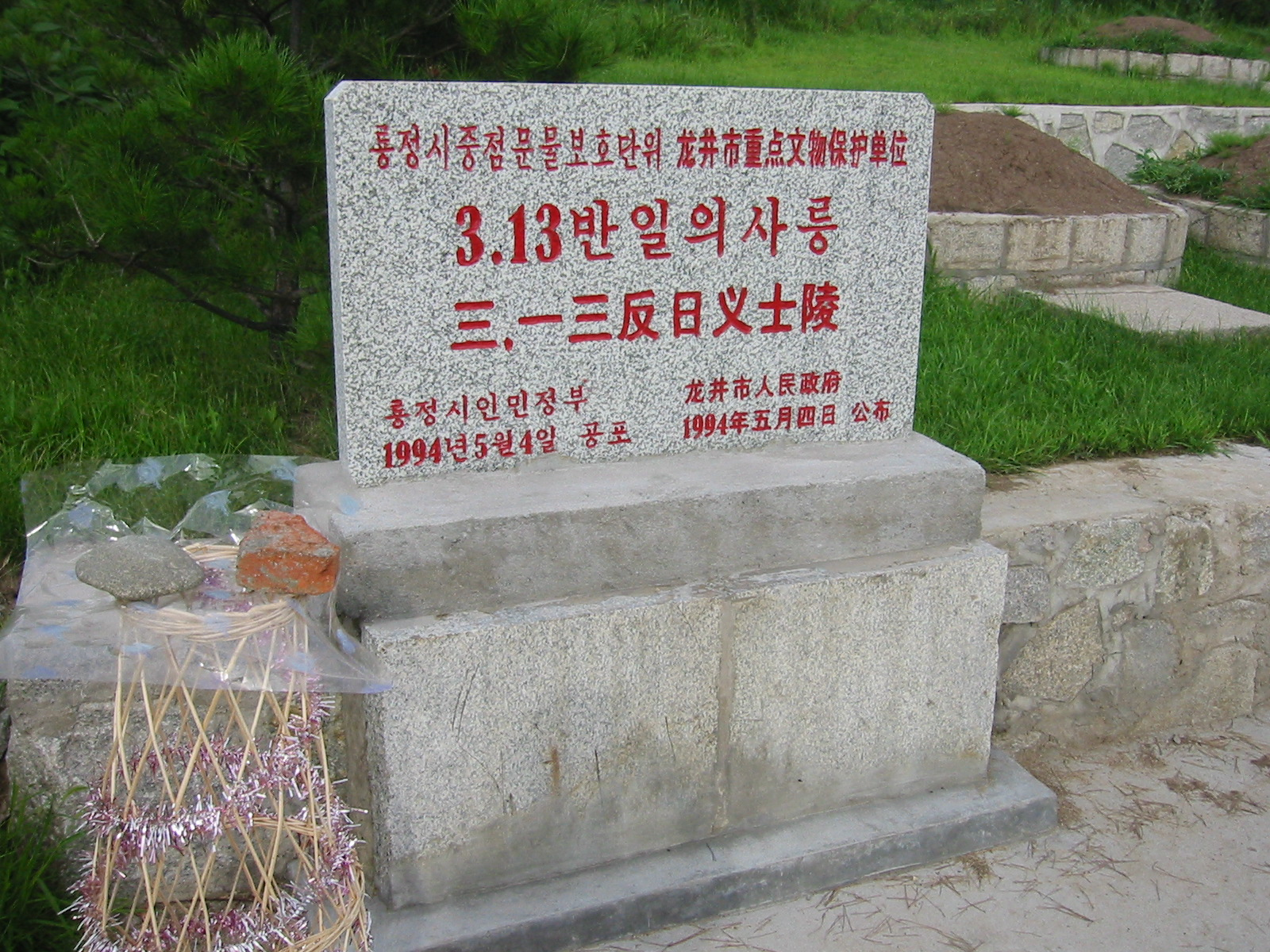
三・一三義士陵
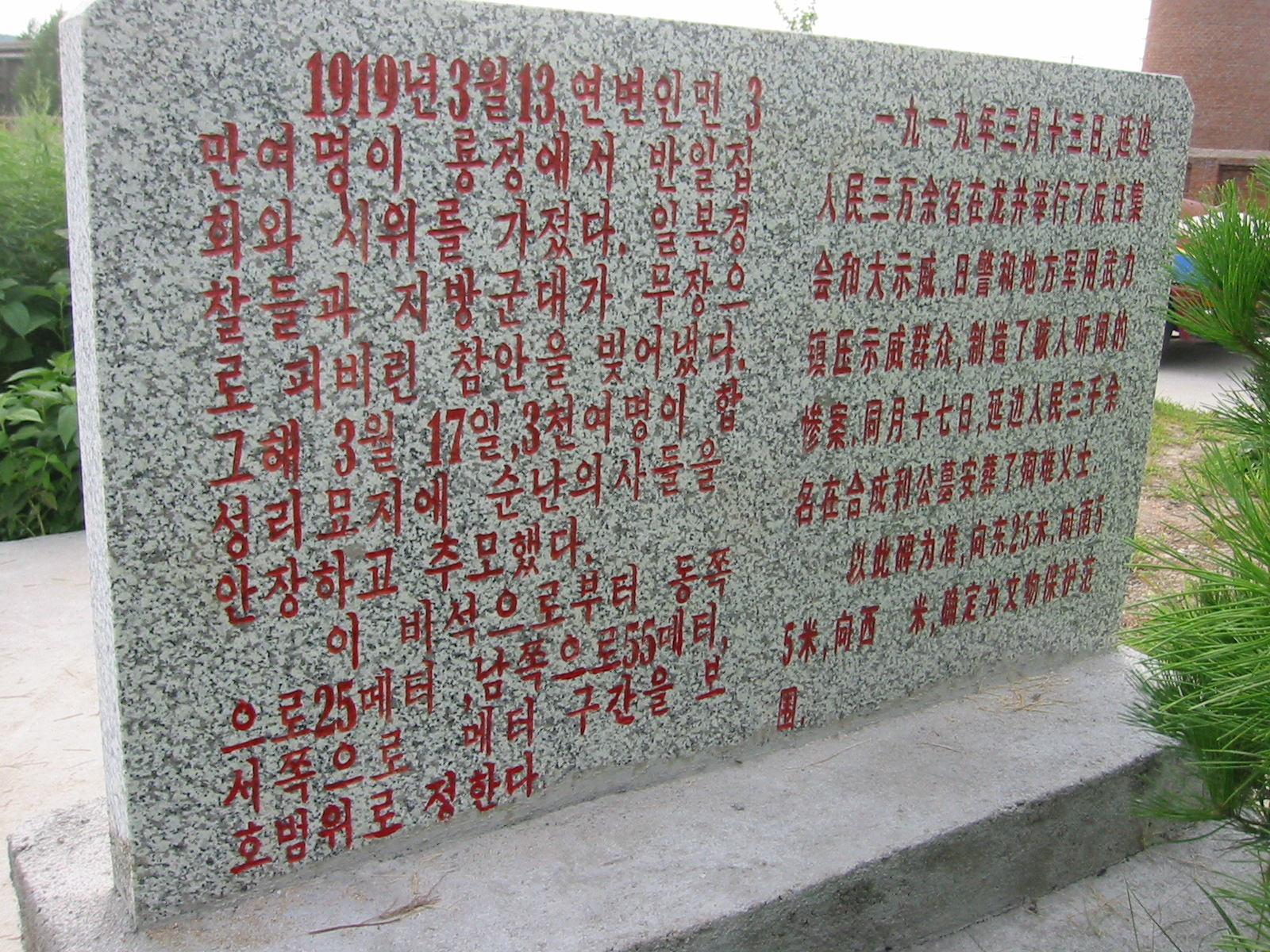
三・一三義士陵